# Награде Удружења новинара Србије
Удружење новинара Србије (УНС), које је 2006. године прославило 125 година постојања додељује, сваке године следеће награде:
Уз сваку од награда су и наведени неки од досадашњих добитника.

## За животно дело
- Момчило Стефановић („Политика”, Београд)
- Зоран Радисављевић и Хајналка Буда за 2016. годину[1]
- Ђорђе Јевтић и Анђелка Мали за 2021. годину[2]

## Награда за уређивање „Димитрије Давидовић”
Установљена је 1987. године
- Љиљана Смајловић („Политика”, Београд, 2006)
- Љубица Гојгић (ТВ „Б92”, Београд)[3]
- Јелена Обућина (РТС, Београд)[4]
- редакција портала 021 из Новог Сада и одговорни уредник Зоран Стрика (2021)[2]

## Награда за вест и извештај „Лаза Костић”
- Ксенија Павков за прилог „Вијетнамски радници из Линглонга” телевизије Н1 (2021)[2]

## Награда за репортажу „Лаза Костић”
- Зоран Шапоњић („Глас јавности”, Ужице)
- Горан Минић (Радио „Брус”)
- Горан Сивачки за репортажу „У олупини Бигз-а” објављену на порталу 24седам.рс (2021)[2]

## Награда закарикатуру
- Новица Коцић

## Награда за фотографију
- Огњен Радошевић („Вечерње новости”, Београд)

## Награда за колумну
- Зоран Пановић („Данас”, Београд)

## Награда за коментар „Богдан Тирнанић”
- Марко Прелевић („Недељник”, Београд)[5]

## Специјална награда „Жика М. Јовановић”
за допринос новинарству, теоријске радове у новинарству и публицистичка дела
- Миодраг Илић за књигу „Рађање телевизијске професије”
- Марко Недељковић за докторску дисертацију „Трансформација штампаних медија у Србији у дигиталном добу” (2021)[2]

## Златна повеља
За дугогдишњи рад и развој новинарске организације
- Јанко Слатинац, дописник „Политикe”, Београд
- Нинослав Миљковић, главни и одговорни уредник Радио Алексинца и месечника Новости југа (2021)[2]

## Повеља
За изузетан професионални домет и развој новинарства без граница
- Светлана Васовић Мекина за 2008. годину

## Награда за борбеност у новинарском изражавању и за оригиналан новинарски потез „Александар Тијанић”
- Сандра Петрушић (2021)[2]